# Liste des évêques et archevêques de Mbarara
La liste des évêques et archevêques de Mbarara recense les noms des évêques et archevêques qui se sont succédé sur le siège épiscopal de Mbarara en Ouganda depuis la création du vicariat apostolique du Ruwenzori, le 28 mai 1934, par détachement de celui d'Ouganda. Il est érigé en diocèse et change de dénomination le 25 mars 1953 pour devenir le diocèse de Mbarara. Il est élevé au statut d'archidiocèse métropolitain, sous le nom d'archidiocèse de Mbarara (Archidioecesis Mbararaensis) le 2 janvier 1999.

## Liste des ordinaires

### Vicaire apostolique
- 28 mai 1934-25 mars 1953 : François-Xavier Lacoursière M.Afr., vicaire apostolique du Ruwenzori.

### Sont évêques
- 25 mars 1953-20 avril 1956 : François-Xavier Lacoursière M.Afr., promu évêque de Mbarara.
- 11 décembre 1956-25 novembre 1968 : Jean Ogez M.Afr. (Jean-Marie-Gaëtan Ogez)
- 26 juin 1969-23 novembre 1991 : John Kakubi (John Baptist Kakubi)
- 23 novembre 1991-2 janvier 1999 : Paul Bakyenga

### Sont archevêques
- 2 janvier 1999 - 25 avril 2020 : Paul Bakyenga, promu archevêque.
- depuis le 25 avril 2020 : Lambert Bainomugisha

## Sources
- (en) Fiche de l'archidiocèse sur catholic-hierarchy.org